# アミング
株式会社アミング（Aming）は、石川県金沢市に本拠を置く日本の雑貨販売店チェーン。主にキッチン雑貨やギフト商材を扱う店舗を北陸地方を中心にチェーン展開しているが、2010年代には、信越、北関東の各県や滋賀県にも出店している。

## 沿革
- 1982年3月 - 扇商事株式会社設立（資本金2000万円）[3]
- 1984年3月 - 本店（15坪）を開店[4][8]
- 1988年9月 - 高尾店（最初の支店）を開店[4]
- 1983年12月 - 増資（資本金2500万円）[3]、元町店（旗艦店）を開店[4]
- 1995年4月 - 松任店を開店（金沢市外への最初の出店）[4]
- 1996年7月 - 増資（資本金3000万円）[3]
- 1996年8月 - 本社社屋落成[4]
- 1997年9月 - 富山店を開店（石川県外への最初の出店）[4]
- 1999年 - 元町店が「第6回かなざわ店づくり大賞」を受賞[4]
- 2001年8月 - 元町店を増床、リニューアル（以降、主要既存店の増床が続く）[4]
- 2008年7月 - 株式会社アミングに商号変更[3]
- 2013年12月 - 新社屋落成[4]